# Sybra beccarii
Sybra beccarii là một loài bọ cánh cứng trong họ Cerambycidae.